# Região Norte (Belo Horizonte)
Norte é uma região administrativa (regional) da cidade de Belo Horizonte.
A região tem seu setor de transportes desenvolvido, contando com estações de metrô e dezenas de linhas de ônibus.

## Parques
- Parque Nossa Senhora da Piedade

## Lista de bairros
A região Norte de Belo Horizonte possui um total de 42 bairros:
- Aarão Reis
- Campo Alegre
- Canaã
- Celestino
- Conjunto Floramar
- Conjunto Novo Aarão Reis
- Conjunto Mariquinhas
- Etelvina Carneiro
- Felicidade
- Floramar
- Frei Leopoldo
- Guarani
- Heliópolis
- Jaqueline
- Jardim Guanabara
- Juliana
- Lajedo
- Laranjeiras
- Madri
- Maria Teresa
- Marize
- Minaslândia
- Monte Azul
- Novo Aarão Reis
- Padre Júlio Maria
- Planalto
- Primeiro de Maio
- Providência
- Ribeiro de Abreu
- São Bernardo
- São Gonçalo
- São Tomás
- Satélite
- Solimões
- Tupi
- Vila Aeroporto
- Vila Biquinhas
- Vila Clóris
- Vila Nova
- Xodó
- Zilah Spósito
- Santa Amelia
- Copacabana